# Mercersburg
Mercersburg es un borough ubicado en el condado de Franklin en el estado estadounidense de Pensilvania. En el año 2000 tenía una población de 1,540 habitantes y una densidad poblacional de 610 personas por km².

## Geografía
Mercersburg se encuentra ubicado en las coordenadas 39°49′46″N 77°54′7″O / 39.82944, -77.90194.

## Demografía
Según la Oficina del Censo en 2000 los ingresos medios por hogar en la localidad eran de $32,619 y los ingresos medios por familia eran $46,042. Los hombres tenían unos ingresos medios de $30,602 frente a los $23,000 para las mujeres. La renta per cápita para la localidad era de $18,934. Alrededor del 8.6% de la población estaba por debajo del umbral de pobreza.